# Alsey
Alsey é uma vila localizada no estado americano de Illinois, no Condado de Scott.

## Demografia
Segundo o censo americano de 2000, a sua população era de 246 habitantes. 
Em 2006, foi estimada uma população de 239, um decréscimo de 7 (-2.8%).

## Geografia
De acordo com o United States Census Bureau tem uma área de 
1,4 km², dos quais 1,4 km² cobertos por terra e 0,0 km² cobertos por água. Alsey localiza-se a aproximadamente 192 m acima do nível do mar.

## Localidades na vizinhança
O diagrama seguinte representa as localidades num raio de 16 km ao redor de Alsey. 